# جيريان غرانت
جيريان غرانت (بالإنجليزية: Jerian Grant)‏ مواليد 9 أكتوبر 1992 في ماريلند، هو لاعب كرة سلة أمريكي. بدأ مسيرته الاحترافية في سنة 2015. تم اختياره من قبل فريق واشنطن ويزاردز خلال الدرافت. يلعب مع شيكاغو بولز في الرابطة الوطنية لكرة السلة كلاعب هجوم خلفي. يحمل الرقم 2. يبلغ طوله 6 قدم 4 بوصة (1.9 م). لعب كرة السلة الجامعية في جامعة نوتر دام. لعب مع نيويورك نيكس.

## إحصائيات المسيرة

### الموسم الاعتيادي
| السنة   | الفريق       | لعب | بدأ | دقيقة | ميداني% | ثلاثية | حرة  | ارتداد | صنع | استلاب | تصدي | نقطة |
| ------- | ------------ | --- | --- | ----- | ------- | ------ | ---- | ------ | --- | ------ | ---- | ---- |
| 2015–16 | نيويورك نيكس | 76  | 6   | 16.6  | .394    | .220   | .780 | 1.9    | 2.3 | .7     | .1   | 5.6  |
| 2016–17 | شيكاغو بولز  | 63  | 28  | 16.3  | .425    | .366   | .890 | 1.8    | 1.9 | .7     | .1   | 5.9  |
| المسيرة | المسيرة      | 139 | 34  | 16.5  | .408    | .303   | .821 | 1.8    | 2.1 | .7     | .1   | 5.7  |

### الأدوار الإقصائية
| السنة   | الفريق      | لعب | بدأ | دقيقة | ميداني% | ثلاثية | حرة   | ارتداد | صنع | استلاب | تصدي | نقطة |
| ------- | ----------- | --- | --- | ----- | ------- | ------ | ----- | ------ | --- | ------ | ---- | ---- |
| 2016–17 | شيكاغو بولز | 5   | 2   | 10.4  | .261    | .111   | 1.000 | .8     | 1.0 | .4     | .0   | 3.2  |
| المسيرة | المسيرة     | 5   | 2   | 10.4  | .261    | .111   | 1.000 | .8     | 1.0 | .4     | .0   | 3.2  |

## روابط خارجية
- جيريان غرانت على موقع إن بي أي (الإنجليزية)
- جيريان غرانت على موقع سبورتس رفرنس (الإنجليزية)
- جيريان غرانت على موقع كرة السلة الأوروبية.كوم (الإنجليزية)
- جيريان غرانت على موقع DraftExpress.com (الإنجليزية)
- جيريان غرانت على موقع إي إس بي إن.كوم (الإنجليزية)
- جيريان غرانت على موقع كلية كرة السلة في سبورتس رفرنس.كوم (الإنجليزية)
- جيريان غرانت على موقع ريلجم (الإنجليزية)
- جيريان غرانت على موقع بروبوليرز (الإنجليزية)
- جيريان غرانت على موقع سبورتس رفرنس (الإنجليزية)
- جيريان غرانت على موقع سبورتس رفرنس (الإنجليزية)